# Gameplay (magasin)
 For alternative betydninger, se Gameplay. (Se også artikler, som begynder med Gameplay)
gameplay (tidligere >pcplayer og PC Player) er et dansk spilmagasin.

## Historie
Det første nummer af >pcplayer (dengang PC Player) udkom i 1995 på forlaget T&T Media ejet af Thomas Agatz og Thomas Cuno. Chefredaktør var Christian Estrup, og visse af de nuværende skribenter har været med lige siden starten. Sideantallet var dengang en del mindre end det nuværende, og karaktersystemet gik fra 0 til 100 i stedet for det ti-tals-system, der anvendes i dag.
Efter et par år ved T&T Media blev bladet opkøbt af Egmont i januar 2000, hvor det udkom en årrække. Bladet begyndte at minde mere om det blad, man kender i dag, flere skribenter kom til, og bladet blev gradvist større. Ligeledes fik bladet en ny hjemmeside.
I april 2001 gik bladet igennem et større redesign – sideantallet blev sat drastisk i vejret, magasinet gik fra den gamle, sammenclipsede ryg til ny, hård ryg, layoutet fik en større overhaling, og bladets logo og navn blev ændret. Omtrent samtidig lukkedes hjemmesiden og >pcplayer indgik et onlinesamarbejde med Gamereactor.
Et kuldsejlet budget gjorde dog, at Egmonts relancering af bladet slog fejl, og i oktober 2001 måtte bladet lukke. Men flere af de gamle skribenter, med Morten Skovgaard som chefredaktør, kunne et par måneder efter bladets lukning præsentere et nyt >pcplayer, nu udgivet på sit eget forlag, Mazafaka Media. I forhold til Egmont-dagene var sideantallet reduceret, men ellers lignede bladet sig selv. Samtidig fik bladet en ny hjemmeside. Fire år senere blev hjemmesiden flyttet til nye gemakker hos Jubii.
1. januar 2007 blev samarbejdet med Jubii afbrudt og bladet flyttede hjemmeside og primært ansigt på nettet tilbage til www.pcplayer.dk Arkiveret 30. juni 2007 hos  Wayback Machine.
18. marts 2010 blev bladet relanceret under navnet gameplay. Samtidig blev bladets fokus på PC spil udvidet til at i højere grad at omfatte konsol spil.

## Tv
>pcplayer har en overgang haft korte indslag i programmet Go' Morgen Danmark på TV 2, hvor chefredaktør Morten Skovgaard anmeldte spil og fortalte om diverse spilteknologier, blandt andre Xbox Live.
Derudover samarbejde bladet en overgang med Gamezone TV på DK4.

## Ekstern henvisning
- Bladets nuværende hjemmeside
- Bladets gamle hjemmeside Arkiveret 30. juni 2007 hos  Wayback Machine